# Secretário-geral da União de Nações Sul-Americanas
O Secretário-geral da União de Nações Sul-Americanas é o mandatário do Secretariado da União de Nações Sul-Americanas (UNASUL). O cargo foi estabelecido pelo Tratado Constitutivo da UNASUL, ratificado em 2008. O primeiro Secretário-geral foi nomeado a 4 de Maio de 2010.

## Cargo
O Secretário-geral da UNASUL é indicado pelo Conselho de Ministros do Exterior e, posteriormente, nomeado pelos Chefes de Estado e de Governo por um mandato de dois anos, com um limite de dois turnos consecutivos. Não é permitida que o secretário-geral seja do mesmo país que o seu antecessor.

## Funções
As tarefas do Secretário General são:
- Prestar assistência ao conselho de Chefes do Estado, o Conselho de Ministros do Exterior, o Conselho de Delegados, e o Presidente pro tempore na realização das suas tarefas.
- Propor iniciativas e monitorizar o funcionamento adequado das organizações da UNASUL.
- Elaborar e apresentar o Relatório Anual e os respectivos relatórios para reuniões de órgãos da UNASUL.
- Servir de depósito legal de Acordos da UNASUR, assim como gerir a publicação dos mesmos.
- Elaborar e o orçamento anual para consideração de Conselho de Delegados, e adoptando medidas para administração boa e administração.
- Elaborar projectos de regulamentos internos para o Secretariado, apresentando-os aos órgãos constituintes para consideração e aprovação.
- Coordenar o trabalho dado nisto através dos órgãos da UNASUR e outras entidades de integração e cooperação latino-americanas e caribenhas.
- Executar, de acordo com os estatutos, todas as actividades necessárias para a boa administração e gestão do Secretariado.

## Lista de secretários-gerais
| Secretário-geral | Secretário-geral       | Foto                 | Estado               | Assumiu o cargo      | Deixou o cargo        |                      |
| ---------------- | ---------------------- | -------------------- | -------------------- | -------------------- | --------------------- | -------------------- |
| 1                | Néstor Carlos Kirchner |                      | Argentina            | 4 de maio de 2010    | 27 de outubro de 2010 |                      |
| —                | Posto vago por morte   | Posto vago por morte | Posto vago por morte | Posto vago por morte | Posto vago por morte  | Posto vago por morte |
| 2                | María Emma Mejia Velez |                      | Colômbia             | 9 de maio de 2011    | 11 de junho de 2012   |                      |
| 3                | Alí Rodríguez Araque   |                      | Venezuela            | 11 de junho de 2012  | 21 de agosto de 2014  |                      |
| 4                | Ernesto Samper         |                      | Colômbia             | 22 de agosto de 2014 | 31 de janeiro de 2017 |                      |
| —                | Posto vago             | Posto vago           | Posto vago           | Posto vago           | Posto vago            | Posto vago           |